# Hein Hoeben

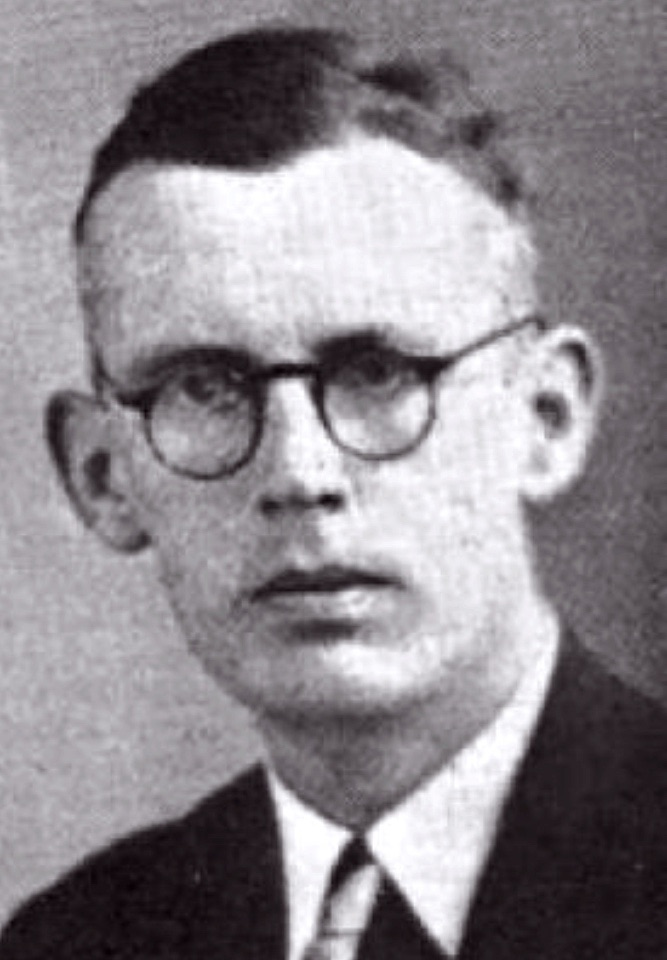
H.J.G. Hoeben

Henricus Johannes Geradus (Hein) Hoeben (* 30. Oktober 1899 in Teteringen (bei Breda); † 28. Februar 1942 in Berlin) war ein niederländischer Journalist. Er war der Gründer der Katholieke Wereldpost (KWP), die weltweit als katholischer Pressedienst Beachtung fand. Wegen seiner engen Verbindung zum  deutschen Widerstandskämpfer gegen die Nationalsozialisten, Friedrich Muckermann, wurde er 1940 verhaftet und starb nach anderthalb Jahren im Gefängnis.

## Leben
Hoeben besuchte ein Gymnasium der Franziskaner-Minoriten. Er wollte Priester werden und wurde bei den Herz-Jesu-Vätern in der Nähe von Breda in das Noviziat aufgenommen. Dort studierte er Philosophie, musste das Studium aber aus gesundheitlichen Gründen abbrechen. Daraufhin studierte er Germanistik und schrieb Artikel für diverse katholische Zeitschriften, wie De Tijd und De Maasbode. Er fertigte Übersetzungen deutschsprachiger Autoren, wie Leo Weismantel und Richard von Kralik, an. Er setzte sein Studium in München fort und verfasste dort ein Buch über die Ordensschwester und Mystikerin Anna Katharina Emmerick. Er arbeitete dann als Literaturassistent bei der Kölnischen Volkszeitung, bevor er 1927 in die Niederlande zurückkehrte.
Im Oktober 1927 gründete Hoeben in Breda seine eigene katholische Nachrichtenagentur namens De Roomsche Wereldpost. Zunächst konzentrierten sich die Beiträge auf Neuigkeiten, Fakten und Kirchennachrichten, ab 1930 enthielten sie auch politisch gefärbte Botschaften, zum Beispiel über den drohenden Bolschewismus. Man versuchte, eine „kämpfende katholische“ Alternative zu Faschismus und Kommunismus populär zu machen. 1929 benannte er seine Agentur in Katholieke Wereldpost (KWP) um. Ab 1931 war Arnold van Lierop sein enger Mitarbeiter.
1929 wurde Hoeben Vorsitzender der Commission Permanente de l’Union des éditeurs de Journaux Catholique, einer internationalen Organisation, an die viele namhafte katholische Zeitschriften angeschlossen waren.
Nach der Machtübernahme der Nationalsozialisten in Deutschland avancierte die Katholieke Wereldpost (KWP) zum wichtigsten Organ zur Verbreitung katholischer Nachrichten. Friedrich Muckermann und Franz Ballhorn, die 1934 aus Deutschland in die Niederlande emigriert waren, veröffentlichten ihre NS-gegnerischen Artikel in der KWP. Das Generalkommissariat für das Sicherheitswesen bezeichnete die KWP als Brutstätte antideutscher Propaganda und Spionage.
Nach dem Einmarsch der deutschen Truppen 1940 in Breda wurden viele Mitarbeiter der KWP verhaftet. Hoeben floh mit seiner Familie zunächst nach Frankreich, kehrte dann aber in die Niederlande zurück, wo man ihn festnehmen konnte. Er wurde zunächst in Arnheim inhaftiert, dann im KZ Herzogenbusch (Kamp Vught), wo er unter anderem Franz Ballhorn wiedersah. Im September 1940 wurde Hoeben von Arnheim in das Berliner Gefängnis am Alexanderplatz verlegt.
Nach anderthalb Jahren in Einzelhaft starb Hein Hoeben 1942 mit 42 Jahren an Erschöpfung.